# Алексеев, Андрей Александрович
Андрей Александрович Алексеев (род. 1987) — российский биатлонист, двукратный бронзовый призёр чемпионата России (2009), призёр этапа Кубка IBU по летнему биатлону. Мастер спорта России (2009).

## Биография
Представлял ЭШВСМ и город Москву.
В 2007—2008 годах участвовал во всероссийских соревнованиях среди юниоров. В 2009 году одержал победу в смешанной эстафете на соревнованиях «Майская лыжня» в Москве.
На чемпионате России 2009 года завоевал бронзовую медаль в эстафете в составе сборной Москвы, а также стал бронзовым призёром в командной гонке. В августе 2009 года принимал участие в этапе кубка IBU по летнему биатлону в Острове, в спринте финишировал третьим, а в гонке преследования — шестым. В 2009 году спортсмену присвоено звание мастера спорта.
Участвовал в чемпионатах мира и Европы по спортивному ориентированию[уточнить].
Окончил Московский государственный педагогический университет.

Ныне занимаемая должность:учитель физической культуры.

Уровень образования:Высшее.
Наименование направления подготовки или специальности:учитель физической культуры.

```
Общий стаж работы: 9 лет.
```

```
Стаж работы по специальности: 5 лет.
```